# Jean-François Mariès
Jean-François Mariès (1758-1851) est un architecte et urbaniste d'Albi. 
Il est connu dans le Tarn pour avoir dessiné des rues droites d'Albi dans le tissu de ruelles tortueuses médiévales. Il est surnommé le Haussmann albigeois pour cette raison.

## Biographie

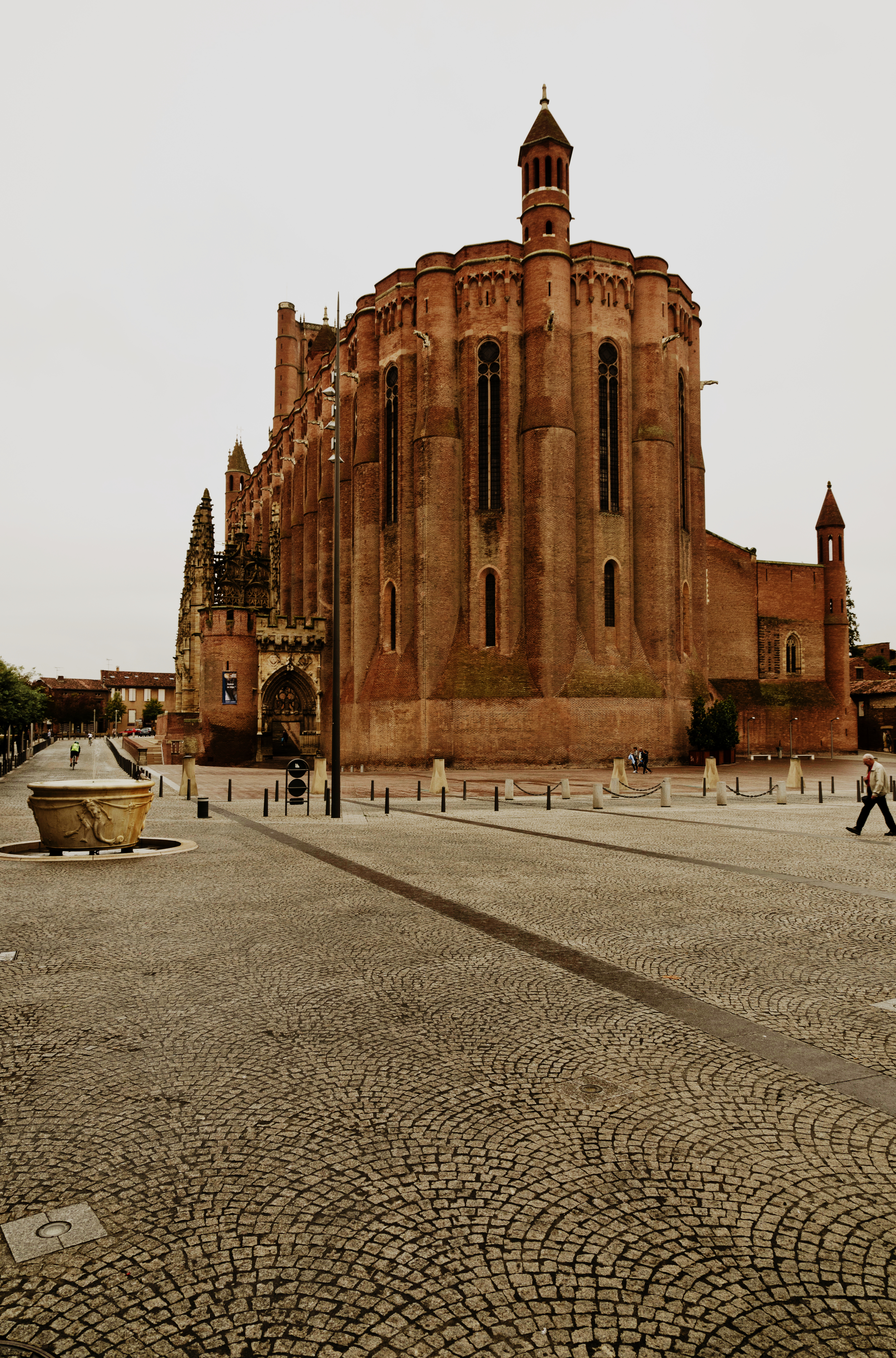
Parvis de la cathédrale Sainte-Cécile. L'espace dégagé est dû à Jean-François Mariès.

Né le 11 juin 1758, dans une famille albigeoise aisée, son père est d'une lignée de médecins, il devient ingénieur des Ponts et chaussées. Il travaille comme inspecteur des travaux publics avec l'ingénieur Léger Laroche. Ce dernier est venu à Albi pour superviser les travaux d'aménagement de la route royale de Toulouse à Rodez.
Lors de la Révolution de 1789, il apprend que l'évêque constitutionnel d'Albi, Mgr Gausserand, a demandé la destruction du jubé de la cathédrale Sainte-Cécile et que la municipalité envisage la disparition de tout l'édifice. Mariès écrit à Jean-Marie Roland de La Platière, ministre de l'Intérieur pour lui demander d'intervenir. Son initiative sauve le monument.
Après avoir travaillé dans l'Aude et le Cantal notamment, il prend sa retraite en 1819 et revient à Albi. Il devient conseiller municipal entre 1819 et 1831, durant la Restauration. Il travaille sur le plan de ville établi par Laroche et prévoit des travaux d'envergure pour faire d'Albi une ville modernisée et fonctionnelle. Il meurt le 1er mars 1851. 
Pour ses travaux d'urbanisme, il sera surnommé le Haussman albigeois.

## Œuvres

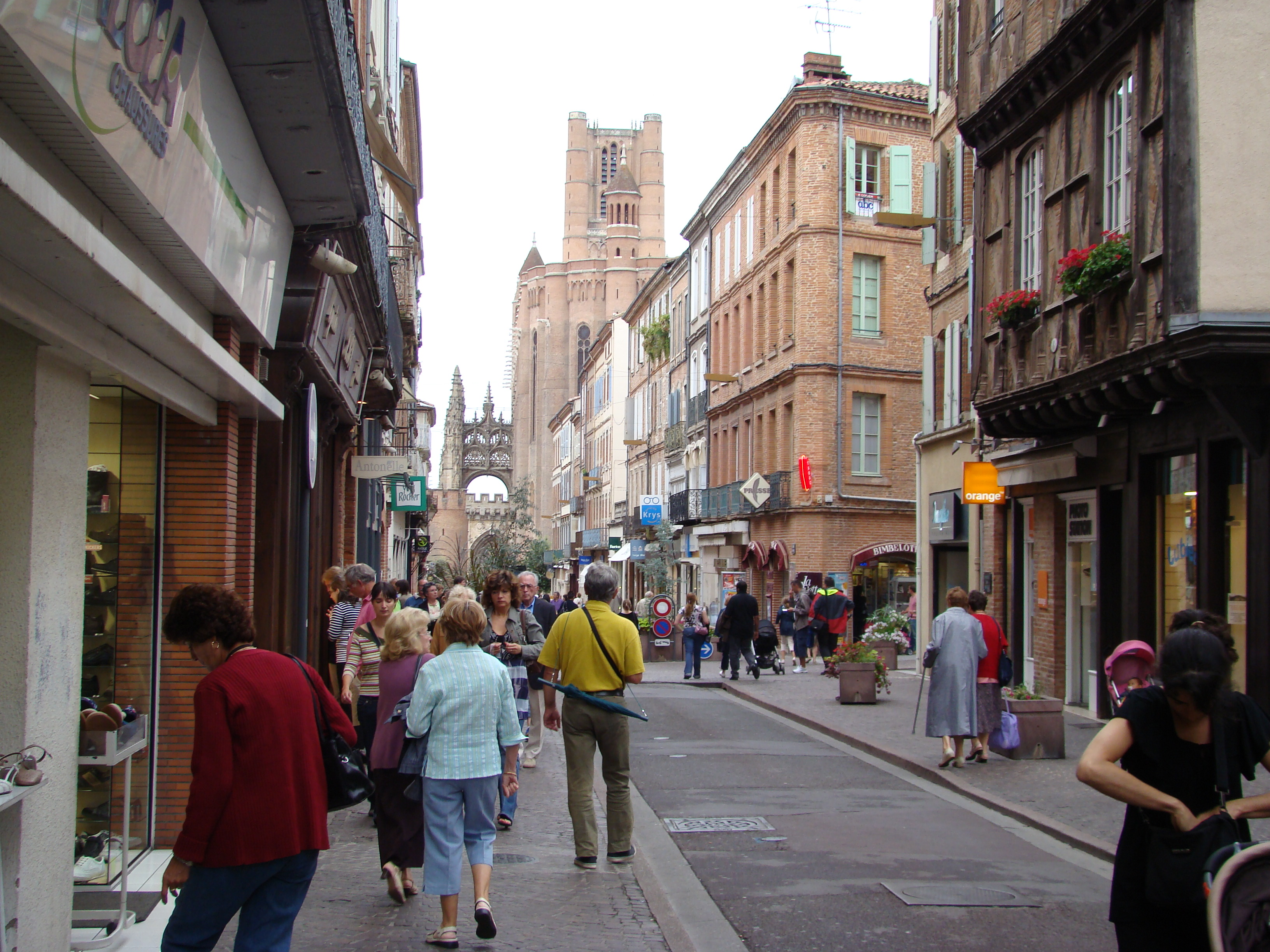
Rue Mariès mêlant façades néo-classiques et médiévales à colombage menant à la cathédrale.

Ses projets prévoient la destruction de vastes surfaces d'habitations médiévales insalubres et en mauvais état. Finalement, ils seront réduits à la percée de trois rues et d'une place. Mariès ne verra que le début des travaux, même s'il meurt à 93 ans. Les expropriations, délais de travaux et fouilles archéologiques feront durer les travaux de la première moitié du XIXe siècle à 1903.
La place Sainte-Cécile résulte de la destruction d'ilots autour de la place de la Pile à l'est de la cathédrale pour créer un parvis digne de ce nom. Les façades sont construites dans le style néoclassique en brique foraine rouge. De cette place partent trois rues percées en direction de lieux importants. La rue Sainte-Cécile rejoint la rue de Verdusse en direction de Toulouse. La rue Mariès aboutit à la préfecture et la rue Émile-Grand au lycée Lapérouse, à l'endroit où sera construit le pont neuf. Sur cette dernière rue sera créé un marché couvert pour remplacer la place aux arcades disparue.

## Sources